# Řády, vyznamenání a medaile Kiribati
Systém státních vyznamenání Kiribati byl založen Zákonem o státních vyznamenáních a cenách Kiribati v roce 1989. Tento zákon vytvořil systém ocenění udílených za příkladnou, záslužnou či vynikající službu pro Kiribati. Ocenění jsou rozdělena na civilní a vojenská. Vyznamenání jsou udílena úřadujícím prezidentem Kiribati, v kiribatštině zvaným Beretitenti, na radu vlády Kiribati.

## Civilní vyznamenání
- Velký řád Kiribati (K.G.O.), Ana Tokabeti Kiribati (A.T.K) je udílen bývalým prezidentům Kiribati a dalším občanům za jejich výjimečné služby státu.[2]
- Národní řád Kiribati (K.N.O.), Ana Kamoamoa Kiribati (A.K.K) je udílen za mimořádný či výjimečný přínos k blahu lidu Kiribati v různých oblastech lidské činnosti.[3]
- Kříž Kiribati (K.C.), Ana Kaibangaki N Ninikoria Kiribati (A.K.N.K) je udílen lidem, kteří riskovali vlastní život při záchraně ostatních před mořem či ohněm, nebo během veřejných nepokojů.[4]
- Řád za zásluhy Kiribati (K.O.M.), Boutokan Toronibwain Kiribati (B.T.K) je udílen za zvýšení prestiže Kiribati či zlepšení blahobytu ve společnosti Kiribati díky svému mimořádnému talentu, dovednosti či znalosti v tradiční, vědecké, umělecké či podobné oblasti.[5]

## Vojenská vyznamenání
- Cena za mimořádnou službu (M.S.A.), Raoiroin Rakan Te Mwakuri (R.R.M) je udílena příslušníkům pořádkových sil za minimálně 20 let služby.[6]
- Cena za dlouhou a příkladnou službu Kiribati (K.L.S.G.C.A.), Kanikinaean Te Bekumwaka Ma te Kakaonimaki (K.B.K) je udílena za nejméně dvacet let bezvadné služby příslušníkům pořádkových sil.[7]